# Bruckbach (Brennberg)
Bruckbach ist ein Ortsteil der Gemeinde Brennberg und eine Gemarkung im Oberpfälzer Landkreis Regensburg.

## Geschichte
Die mit dem bayerischen Gemeindeedikt 1818 gegründete Landgemeinde mit den Orten 
- Bruckbach
- Außenlehen
- Bibersbach
- Falkenlehen
- Grabenhof
- Hauserhof
- Hechthof
- Himmelmühle
- Hochaigen
- Innenlehen
- Kirnberg
- Kleinhimmelmühle
- Klosterberg
- Lohhof
- Pöllhof
- Schmidlehen
- Schrottenloh
- Weismühle
- Wetzelsdorf

im Landgericht Wörth. Im Zuge der Gebietsreform in Bayern wurde Bruckbach am 1. Mai 1978 nach Brennberg eingemeindet.

## Kirche St. Peter
Die Filialkirche St. Peter stellt sich als Saalbau mit eingezogenem Chor und Chorturm mit Treppengiebel dar. Ihr Chor (ehemaliges Langhaus der Chorturmanlage) ist romanisch, ein Umbau erfolgte im Jahr 1718; 1953/54 folgte eine Erweiterung nach Westen. Der Chorturm ist spätgotisch, zweite Hälfte des 15. Jahrhunderts und um 1600.